# Вукашиновић
Вукашиновић је босанско, хрватско, црногорско и српско презиме изведено од мушког имена Вукашин. Значајни људи са презименом су:
- Милић Вукашиновић (рођен 1950), босански и југословенски музичар из Сарајева
- Мирослав Вукашиновић (рођен 1948), српски фудбалер и менаџер
- Сања Вукашиновић (рођена 1997), српска спортска стрелица